# Мехдиев, Мамедали Ильхам оглы
Мамедали Ильхам оглы Мехдиев (азерб. Məmmədəli İlham oğlu Mehdiyev; род. 9 апреля 1993, Баку) — азербайджанский дзюдоист, выступающий в весовой категории до 90 кг, чемпион Азербайджана 2011 года, бронзовый призёр летней Универсиады 2013 года в Казани, обладатель Кубка Европы 2016 года в Праге, призёр ряда Гран-при по дзюдо и турнира Большого шлема 2014 года в Баку, бронзовый призёр чемпионата Европы 2016 года в Казани в командном зачёте. Член национальной сборной Азербайджана по дзюдо. В мировом рейтинге на май 2016 года — 25-й. Представлял Азербайджан на летних Олимпийских играх 2016 года в Рио-де-Жанейро. В 2017 году стал победителем Игр исламской солидарности, проходивших в Баку.
На Европейских играх 2019 года Мехдиев взял бронзовую медаль, одолев в утешительных поединках спортсменов из Швейцарии и Нидерландов. Помимо этого Мехдиеву была вручена также бронзовая медаль чемпионата Европы, поскольку именно такой статус имели соревнования по дзюдо на Евроиграх в Минске.
В 2020 году на чемпионате Европы в ноябре в чешской столице, Мамедали смог завоевать бронзовую медаль в весовой категории до 90 кг. В полуфинале он уступил спортсмену из России Михалу Игольникову.
В начале 2022 года Мехдиев выиграл серебро на «Большом шлеме» в Париже, а затем отпраздновав победу на аналогичном старте в Тель-Авива. В марте этого жегода Мехдиев поднялся на вторую строчку мирового рейтинга. В мае этого же года Мехдиева стал бронзовым призёром чемпионата Европы, от лидера мирового рейтинга его отделяело уже всего 162 очка.